# سوزان باشلار
سوزان باشلار (بالفرنسية: Suzanne Bachelard)‏، فيلسوفة فرنسية، (18 أكتوبر 1919،3 نوفمبر 2007 بمدينة باريس). ابنة الفيلسوف غاستون باشلار، تساءلت، انطلاقا من هوسرل الأول، هوسرل المنطقي لا الفينومينولوجي، عن مبادئ ما سمي بالتاريخ الإبستمولوجي للعلوم، ولم تقبل بمفهوم القطيعة الابستمولوجية، إلا من خلال تعريف جديد يرى في القطيعة " نقلة إلى الحد الأخير للتغيرات السابقة، نقلة قد تكون مفاجئة، ولكنها قابلة لأن تتوقع. من مؤلفاته: "وعي العقلانية" سنة 1957م.